# Jamwon-dong
Jamwon-dong là một dong (phường) của quận Seocho ở Seoul, Hàn Quốc. Trước đây, Jamwon-dong trực thuộc quận Gangnam, cho đến sau năm 1988, nó thuộc quyền quản lý của quận Seocho. Khu vực này nổi tiếng với những cây dâu tằm và con tằm, loại kén được sử dụng để làm vải may quần áo.
Banpo 3-dong nằm kế bên cũng trực thuộc quyền quản lý của Jamwon-dong.

## Giáo dục
Các trường học ở Jamwon-dong:
- Trường trung học cơ sở Shindong (신동중학교)
- Trường trung học cơ sở Kyongwon (경원중학교)
- Trường tiểu học Sindong Seoul (서울신동초등학교)
- Trường tiểu học Banwon Seoul (서울반원초등학교)

## Giao thông
Có thể đến Jamwon-dong thông qua:
- Ga Jamwon trên tàu điện ngầm Tuyến Seoul 3
- Ga Sinsa trên tàu điện ngầm Tuyến Seoul 3
- Ga Banpo trên tàu điện ngầm Tuyến Seoul 7
- Ga Nonhyeon trên tàu điện ngầm Tuyến Seoul 7
- Ga xe buýt tốc hành trên tàu điện ngầm Tuyến Seoul 3, Tuyến Seoul 7, Tuyến Seoul 9

## Sự cố
Ngày 4 tháng 7 năm 2019, tòa nhà Donggung đang được phá dỡ, phần chống đỡ của tòa nhà đã bị hư hại và bức tường bên ngoài bị đổ sập xuống ngoài khu vực công trường xây dựng. Hậu quả của sự cố này làm 4 phương tiện giao thông bị hư hỏng, 1 người thiệt mạng và 3 người khác bị thương.